# Oryzalin
Oryzalin ist ein Wirkstoff zum Pflanzenschutz und eine chemische Verbindung aus der Gruppe der Dinitroaniline.

## Gewinnung und Darstellung
Oryzalin kann aus Dipropylamin gewonnen werden. Die komplette Synthese beginnt bei Benzol, das in einer mehrstufigen Reaktion mit Chlor, Schwefelsäure, Salpetersäure, Phosphoroxychlorid, Ammoniak und Dipropylamin zur Reaktion gebracht wird.

## Eigenschaften
Oryzalin ist ein helloranger, geruchloser Feststoff, der praktisch unlöslich in Wasser ist.

## Verwendung

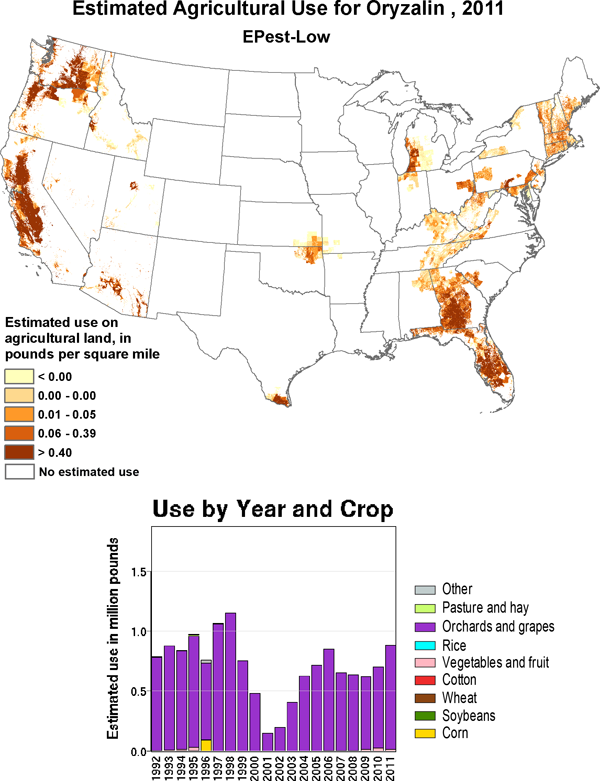
Geschätzte Ausbringungsmenge 2011 in den USA

Oryzalin wird seit der Erstzulassung 1974 in den USA als Herbizid im Beeren- und Weinbau verwendet. Es ist ein Wirkstoff aus der Gruppe der 2,6-Dinitroanilin-Herbizide und hemmt unter anderem die Zellteilung.

## Zulassung
Oryzalin war zwischen 2011 und 2021 in den Staaten der Europäischen Union ein zugelassener Wirkstoff.
In Deutschland, Österreich und in der Schweiz sind keine Pflanzenschutzmittel mit diesem Wirkstoff mehr im Handel.

## Sicherheitshinweise
Oryzalin ist nicht giftig. Bei Studien mit Ratten wurde jedoch eine Erhöhung der Häufigkeit von Mammatumoren bei weiblichen Tieren und Haut- und Schilddrüsentumoren bei beiden Geschlechtern gefunden.